# Zorzines kamedai
Zorzines kamedai là một loài bướm đêm trong họ Noctuidae.